# Barič (Golubac)
Barič (em cirílico:Барич) é uma vila da Sérvia localizada no município de Golubac, pertencente ao distrito de Braničevo, na região de Braničevo. A sua população era de 464 habitantes segundo o censo de 2002.

## Demografia
| 1948 | 1953 | 1961 | 1971 | 1981 | 1991 | 2002 |
| ---- | ---- | ---- | ---- | ---- | ---- | ---- |
| 790  | 800  | 797  | 722  | 703  | 641  | 464  |